# Bad Boy (canción de Juice Wrld y Young Thug)
«Bad Boy» (en español, «Chico Malo») es una canción de los raperos estadounidenses Juice Wrld y Young Thug, lanzada el 15 de enero de 2021 a través de Grade A Productions mediante licencia exclusiva de Interscope Records. La canción fue producida por el productor estadounidense Pi'erre Bourne.

## Antecedentes
En noviembre de 2019, Juice Wrld publicó a través de Instagram, con la leyenda "Se avecinan grandes cosas". También se revelaron escenas con el colaborador frecuente de videos musicales Cole Bennett y Young Thug.
El 25 de diciembre de 2020, Bennett reveló, después de mucha anticipación, que "Bad Boy" y sus imágenes compatibles se lanzarían el 15 de enero de 2021. También reveló que era la última colaboración filmada entre él y Juice Wrld.
La canción fue lanzada el 15 de enero de 2021 y marca la cuarta colaboración oficial de los raperos. La canción es también la primera colaboración oficial entre Juice Wrld y Pi'erre Bourne.

## Video musical
El video musical, dirigido por Cole Bennett, lanzado el 15 de enero de 2021, coincidió con el lanzamiento de "Bad Boy". Marca el video musical final filmado con Higgins, así como el noveno (décimo contando "Tell Me U Luv Me" con Trippie Redd, que usa imágenes de archivo de Higgins) y la colaboración final entre Higgins y Bennett. El video musical fue filmado en el lado oeste de Chicago el 25 de octubre de 2019, poco más de un mes antes de la muerte de Juice WRLD.

## Posicionamiento en lista
| Lista (2021)                           | Posiciones |
| -------------------------------------- | ---------- |
| Australia (ARIA)                       | 55         |
| Austria (Ö3 Austria Top 40)            | 73         |
| Canadá (Canadian Hot 100)              | 13         |
| Greece (IFPI)                          | 79         |
| Hungría (Stream Top 40)                | 40         |
| Irlanda (IRMA)                         | 26         |
| Lithuania (AGATA)                      | 25         |
| Países Bajos (Mega Single Top 100)     | 91         |
| New Zealand Hot Singles (RMNZ)         | 3          |
| Portugal (AFP)                         | 75         |
| Sweden Heatseeker (Sverigetopplistan)  | 1          |
| Suiza (Schweizer Hitparade)            | 88         |
| Reino Unido (UK Singles Chart)         | 31         |
| Reino Unido (UK R&B Chart)             | 11         |
| Estados Unidos (Billboard Hot 100)     | 22         |
| Estados Unidos (Hot R&B/Hip-Hop Songs) | 9          |
| Estados Unidos (Rhythmic)              | 40         |
| US Rolling Stone Top 100               | 5          |